# Район Суміда
35°42′38.59″ пн. ш. 139°48′05.40″ сх. д. / 35.7107194° пн. ш. 139.8015000° сх. д.
Райо́н Сумі́да (яп. 墨田区, すみだく, МФА: [sumʲida ku̥], «Сумідський район») — особливий район в японській столиці Токіо.

## Географія
Площа району Суміда на 1 жовтня 2008 становила близько 13,75 км².

## Населення
Населення району Суміда на 1 липня 2011 становило близько 247 932 осіб. Густота населення становила 18 031,4 осіб/км².

## Туризм
- Токійське Небесне дерево

## Галерея

Розташування